# 徐學周
徐學周（1529年10月27日—1613年5月22日），字尚文，號翼所，浙江嘉興府嘉興縣人，明朝政治人物。

## 生平
徐學周的祖父徐瓚曾任廣東闢望巡檢，有清節聲名。嘉靖四十三年（1564年），徐學周和弟弟徐學曾同舉浙江鄉試，此後於隆慶二年（1568年）、隆慶五年（1571年）、萬曆八年（1580年）會試三中副榜，當中隆慶五年更成為副榜第一，選授四川嘉定知州；朝廷下令丈量，他首先定下區法，全四川都跟隨倣效，適逢興建慈寧宮需採木，他上疏《採木議》，大意為「五難三易，不擾民為主」。
嘉定是茶葉產地，商人以歲金餽遺，他堅拒說：「你沒有聽說我祖父拒絕受金的事嗎？」邛部土司嶺柏去世，族人阿祭和嶺柏妾子應昇互相仇殺，朝廷下令處置，徐學周斬殺阿祭，立賢明族人嶺起鳳與應昇分治，土司因此安寧，以治行第一轉任雷州同知後致仕回鄉。

## 家族
弟徐學曾歷任潮陽、永清知縣和高唐知州。子徐必達，萬曆二十年進士。

## 引用
1. ↑  乾隆《嘉興徐氏族譜·卷二》：六世 綱 冊名得祥，字用仁，號拙逸……配陸氏 ……子二，長瓚…… 七世 瓚 字廷器，號竹溪 居西成字圩，由府吏仕至廣東潮州府海陽縣闢望司巡檢，崇祀鄉賢…… 配戚氏 ……子一，鏜…… 八世 鏜 字大聲，號五楓 居西成字圩，累贈通議大夫、應天府府尹…… 配方氏 德化二都方旭女，累贈淑人……子三，長學周、次學孔、次學曾 九世 學周 字尚文，號翼所 居西成字圩，徙秀水縣報忠坊蓮花橋，由嘉靖甲子舉人仕至廣東雷州府同知，鄉飲大賓，累贈通議大夫、應天府府尹，崇祀鄉賢。生嘉靖八年己丑九月二十七日，卒萬歷四十一年癸丑四月初四日，享年八十五，葬秀水思賢三十二都鉗無居字圩百花庄 配潘氏 本都潘昂女，累贈淑人……子二，長行遠，次必達，女三，長適陳庠生嘉言子太醫院吏目啟祥，次適金訓導應秋子舉人九成，次適海鹽朱庠生應箕子建生學古
2. 1 2  道光《嘉興府志·卷二十九·人物志》：徐學周，字尚文，祖瓚為廣東巡檢，矢志清白，民為立卻金碑。學周與弟學曾同舉於鄉，三舉會試副榜，謁選知嘉定州。丈量令下，學周首定區法，全蜀倣之，會建慈寧宮命採木，學周條上《採木議》，有五難三易，以不擾民為主。嘉定故行茶地，商人歲以金餽守，學周峻拒曰：「若不聞我祖卻金事耶？」邛部土司嶺柏死，族人阿祭與孽豎應昇相讎殺以叛聞，臺檄治之，斬阿祭立其族之賢者嶺起鳳與應昇分治，土司以寧，遷雷州府同知歸。學曾厯賢知潮陽、永清縣，終高唐州。
3. ↑  道光《嘉興府志·卷二十一·選舉志二》：舉人 明……嘉靖甲子……以下嘉興……徐學周 同知 徐學曾 知州
4. ↑  乾隆《嘉興徐氏族譜·卷十》：〈同知贈府尹公大傳〉：公諱學周，字尚文，號翼所，京兆公長子也，母方淑人……年十七補子弟員，嘉靖甲子與季弟同舉于鄉……（隆慶）戊辰中乙榜，辛未中乙榜第一人，（萬曆）甲戌以罣誤當罷，主者奇其才榜之內堂卒得試，尋遭京兆公喪，庚辰復得乙榜，公于是嘆：「數奇也。」遂謁選，試第二授嘉定知州……
5. ↑  康熙《嘉興府志·卷十四·嘉興縣入物》：徐學周，字尚文，祖瓚，廣東闢望巡檢，著清節。學周與弟學曾同舉甲子鄉試，以會試乙榜第一知嘉定，商人例餽茶稅，學周曰：「若不聞吾祖有卻金事邪？」拒弗受。土司嶺栢死，妾子應昇年幼，族人阿祭據符相讎殺，臺檄治之，斬阿祭，立族之賢者嶺起鳳與應昇分治，土司以寧；課治行第一，以雷州同守致政歸。子必達，字德夫，萬曆壬辰進士……